# 3335 Quanzhou
3335 Quanzhou (1966 AA) là một tiểu hành tinh vành đai chính được phát hiện ngày 1 tháng 1 năm 1966 bởi Đài thiên văn Tử Kim Sơn ở Nanking.